# Alfredo Pieroni
Alfredo Pieroni (Trieste, 14 de maio de 1923 – Trento, 28 de setembro de 2011) foi um jornalista e escritor italiano, diretor do jornal Il Resto del Carlino desde março 1975 atè março 1977.
Em 1958, quando estava trabalhando nos Estados Unidos, conheceu a colega Oriana Fallaci, com quem teve um tormentado namoro, que acabou depois do aborto espontâneo dela.

## Trabalhos publicados
- Alfredo Pieroni, Il figlio segreto del Duce. La storia di Benito Albino Mussolini e di sua madre, Ida Dalser, Milano, Garzanti. ISBN 9788811600503[3]; [4]
- Alfredo Pieroni, Dizionario degli italiani che contano, Milano, Sperling & Kupfer, 1986.
- Alfredo Pieroni, E se USA e URSS si alleassero?, Milano, Sperling & Kupfer, Collana „SAGGI”, 1988.
- Alfredo Pieroni, I russi. L'anima e la storia di un popolo, Milano, Mondadori, 1992.
- Alfredo Pieroni, Perché le sinistre non vinceranno mai più a meno che, Milano, Longanesi & Co, 1996.

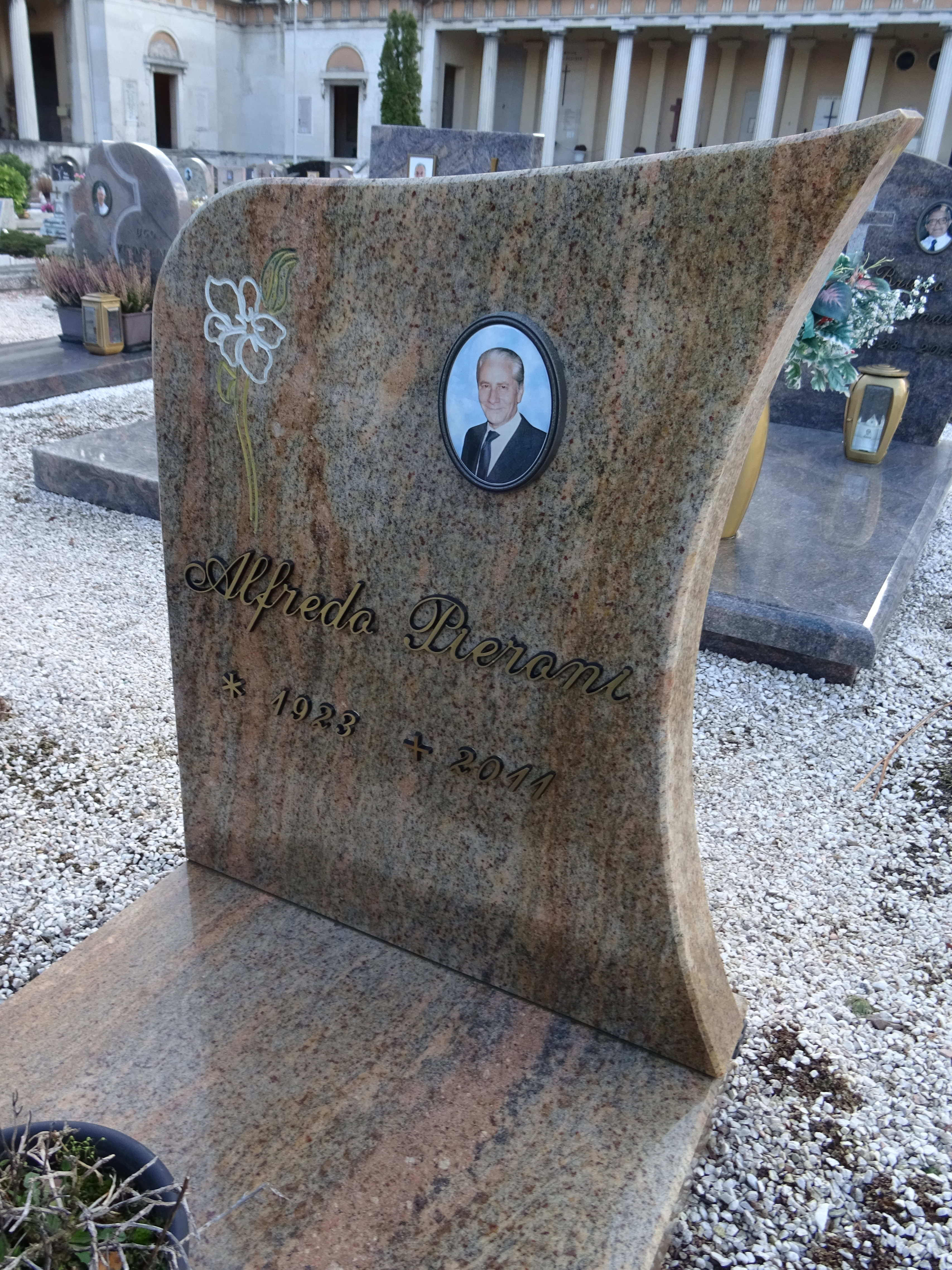
O tumulo de Pieoni mo cemeterio monumental de Trento